# بيرت ألين
بيرت ألين (بالإنجليزية: Bert Allen)‏ هو حكم كرة قدم أسترالية ‏ أسترالي، ولد في 7 مايو 1887 في فيتزوري ‏ في أستراليا، وتوفي في 4 يونيو 1975 في Bentleigh, Victoria ‏ في أستراليا.

## وصلات خارجية
- بيرت ألين على موقع AustralianFootball.com (الإنجليزية)
- بيرت ألين على موقع AFLtables.com (الإنجليزية)